# Matteo Bobbi
Matteo Massimiliano Bobbi (Milán, Lombardía, Italia; 2 de julio de 1978) es un piloto de automovilismo italiano. En 2003 fue tercer piloto de Minardi en Fórmula 1.

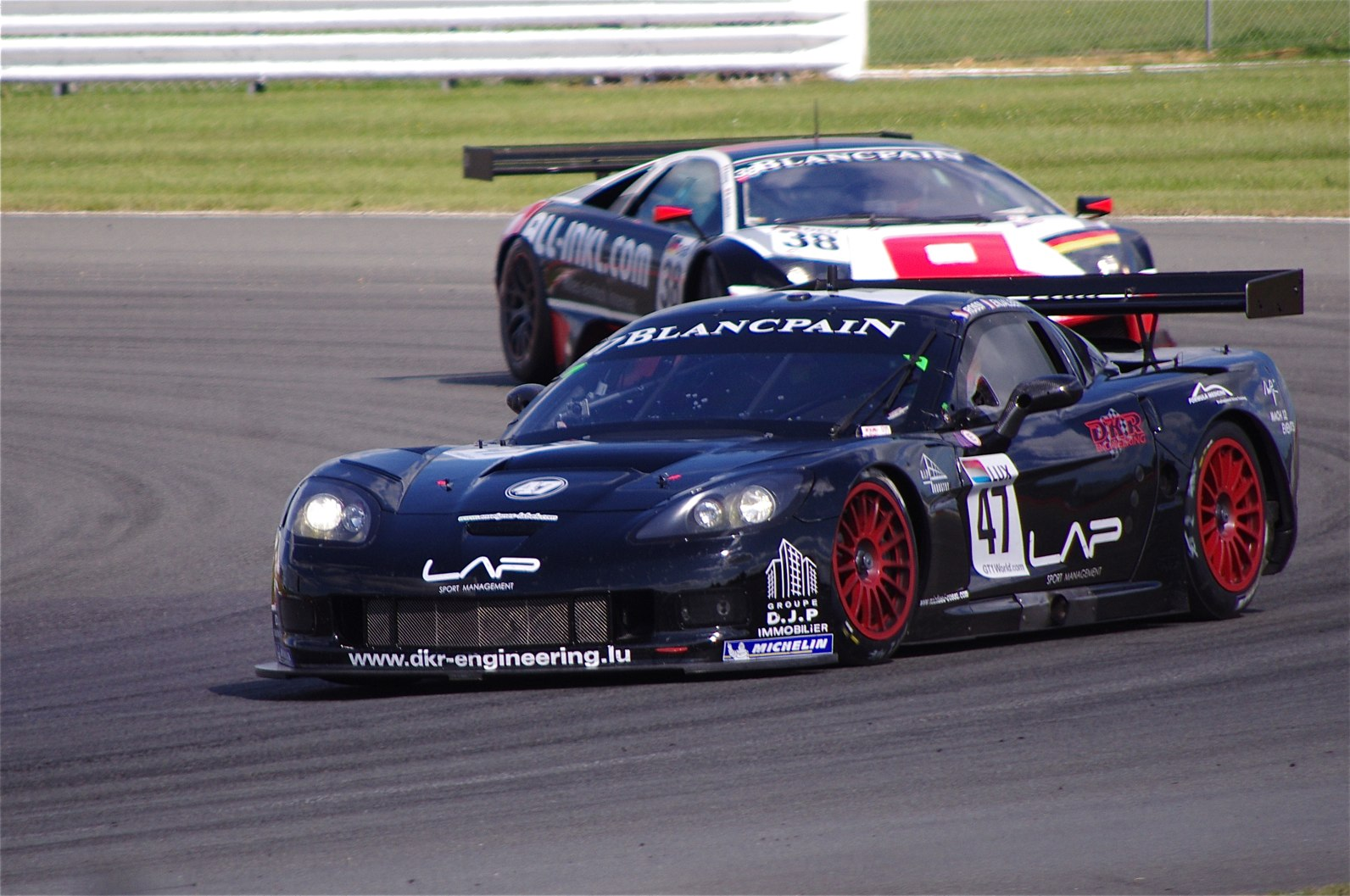
Matteo Bobbi en Silverstone, 2011.

En 2000 y 2001 participó en Open by Nissan, logrando una victoria en la carrera 2 de la última ronda en Valencia en su segundo año. Al año siguiente compitió en Fórmula Nissan 2000, resultando subcampeón con seis victorias y 167 puntos.
En 2002 y 2003 fue piloto de pruebas de la escudería Minardi en Fórmula 1, participando como tercer piloto en el Gran Premio de San Marino de 2003.
Tras ser piloto de pruebas en Fórmula 1, Bobbi compitió en diversas categorías de gran turismos, y en 2009 participó en las 24 Horas de Le Mans.

## Resultados

### Open by Nissan
(Clave) (negrita indica pole position) (cursiva indica vuelta rápida)

| Año      | Escudería         | 1         | 2       | 3         | 4         | 5       | 6         | 7         | 8       | 9        | 10      | 11      | 12        | 13        | 14        | 15      | 16       | Pos. | Puntos |
| -------- | ----------------- | --------- | ------- | --------- | --------- | ------- | --------- | --------- | ------- | -------- | ------- | ------- | --------- | --------- | --------- | ------- | -------- | ---- | ------ |
| 2000     | Venturini Racing  | VAL 1 Ret | VAL 2 7 | BAR 1 Ret | BAR 2 Ret | JAR 1 6 | JAR 2 10  | ALB 1 16  | ALB 2 9 | MAG 1 16 | MAG 2 7 | DON 1 8 | DON 2 8   | MNZ 1 10  | MNZ 2 9   | VAL 1 5 | VAL 2 11 | 11.º | 34     |
| 2001     | Campos Motorsport | JAR 1 7   | JAR 2 4 | EST 1 Ret | EST 2 Ret | ALB 1 6 | ALB 2 Ret | VAL 1 Ret | VAL 2 5 | MNZ 1 6  | MNZ 2 7 | MAG 1 8 | MAG 2 Ret | BAR 1 Ret | BAR 2 Ret | VAL 1 6 | VAL 2 1  | 6.º  | 67     |
| Fuentes: |                   |           |         |           |           |         |           |           |         |          |         |         |           |           |           |         |          |      |        |

### Fórmula 1
(Clave) (negrita indica pole position) (cursiva indica vuelta rápida)

| Año     | Escudería                 | 1   | 2   | 3   | 4      | 5   | 6   | 7   | 8   | 9   | 10  | 11  | 12  | 13  | 14  | 15  | 16  | Pos. | Puntos |
| ------- | ------------------------- | --- | --- | --- | ------ | --- | --- | --- | --- | --- | --- | --- | --- | --- | --- | --- | --- | ---- | ------ |
| 2003    | European Minardi Cosworth | AUS | MYS | BRA | SMR TD | ESP | AUT |     |     |     |     |     |     |     |     |     |     |      |        |
| 2003    | Trust Minardi Cosworth    |     |     |     |        |     |     | MON | CAN | EUR | FRA | GBR | GER | HUN | ITA | USA | JPN |      |        |
| Fuente: |                           |     |     |     |        |     |     |     |     |     |     |     |     |     |     |     |     |      |        |

### 24 Horas de Le Mans
| Año     | Equipo     | Copilotos                   | Automóvil        | Clase | Vueltas | Pos. | Pos. Clase |
| ------- | ---------- | --------------------------- | ---------------- | ----- | ------- | ---- | ---------- |
| 2009    | Racing Box | Andrea Piccini Thomas Biagi | Lola B08/80-Judd | LMP2  | 203     | DNF  | DNF        |
| Fuente: |            |                             |                  |       |         |      |            |

### Campeonato Mundial de GT1 de la FIA
| Año      | Escudería                | Automóvil | 1          | 2        | 3         | 4        | 5         | 6          | 7         | 8         | 9      | 10     | 11     | 12     | 13     | 14     | 15        | 16        | 17        | 18        | 19        | 20         | Pos. | Puntos |
| -------- | ------------------------ | --------- | ---------- | -------- | --------- | -------- | --------- | ---------- | --------- | --------- | ------ | ------ | ------ | ------ | ------ | ------ | --------- | --------- | --------- | --------- | --------- | ---------- | ---- | ------ |
| 2010     | Triple H Team Hegersport | Maserati  | ABU QR DNS | ABU CR 7 | SIL QR 16 | SIL CR 4 | BRN QR 10 | BRN CR 11  | PRI QR 14 | PRI CR 11 |        |        |        |        |        |        |           |           |           |           |           |            | 37.º | 19     |
| 2010     | Marc VDS Racing Team     | Ford      |            |          |           |          |           |            |           |           | SPA QR | SPA CR | NÜR QR | NÜR CR | ALG QR | ALG CR | NAV QR 12 | NAV CR 10 | INT QR 20 | INT CR 15 | SAN QR 15 | SAN CR Ret | 37.º | 19     |
| 2011     | DKR Engineering          | Corvette  | ABU QR     | ABU CR   | ZOL QR    | ZOL CR   | ALG QR 15 | ALG CR Ret | SAC QR    | SAC CR    | SIL QR | SIL CR | NAV QR | NAV CR | PRI QR | PRI CR | ORD QR    | ORD CR    | BEI QR    | BEI CR    | SAN QR    | SAN CR     | 43.º | 0      |
| Fuentes: |                          |           |            |          |           |          |           |            |           |           |        |        |        |        |        |        |           |           |           |           |           |            |      |        |